# Naamse steltkampers

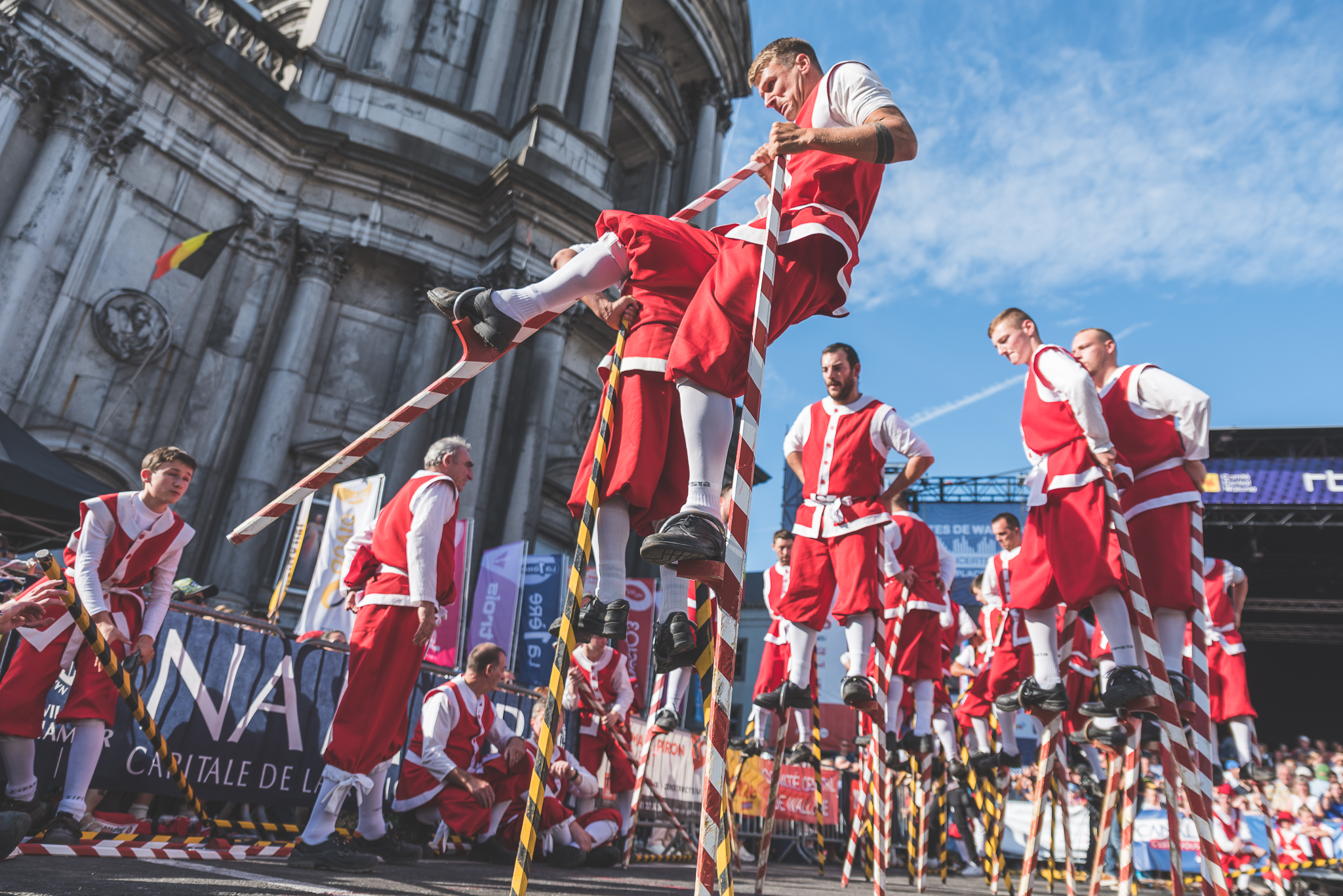
Steltkamp van 2019

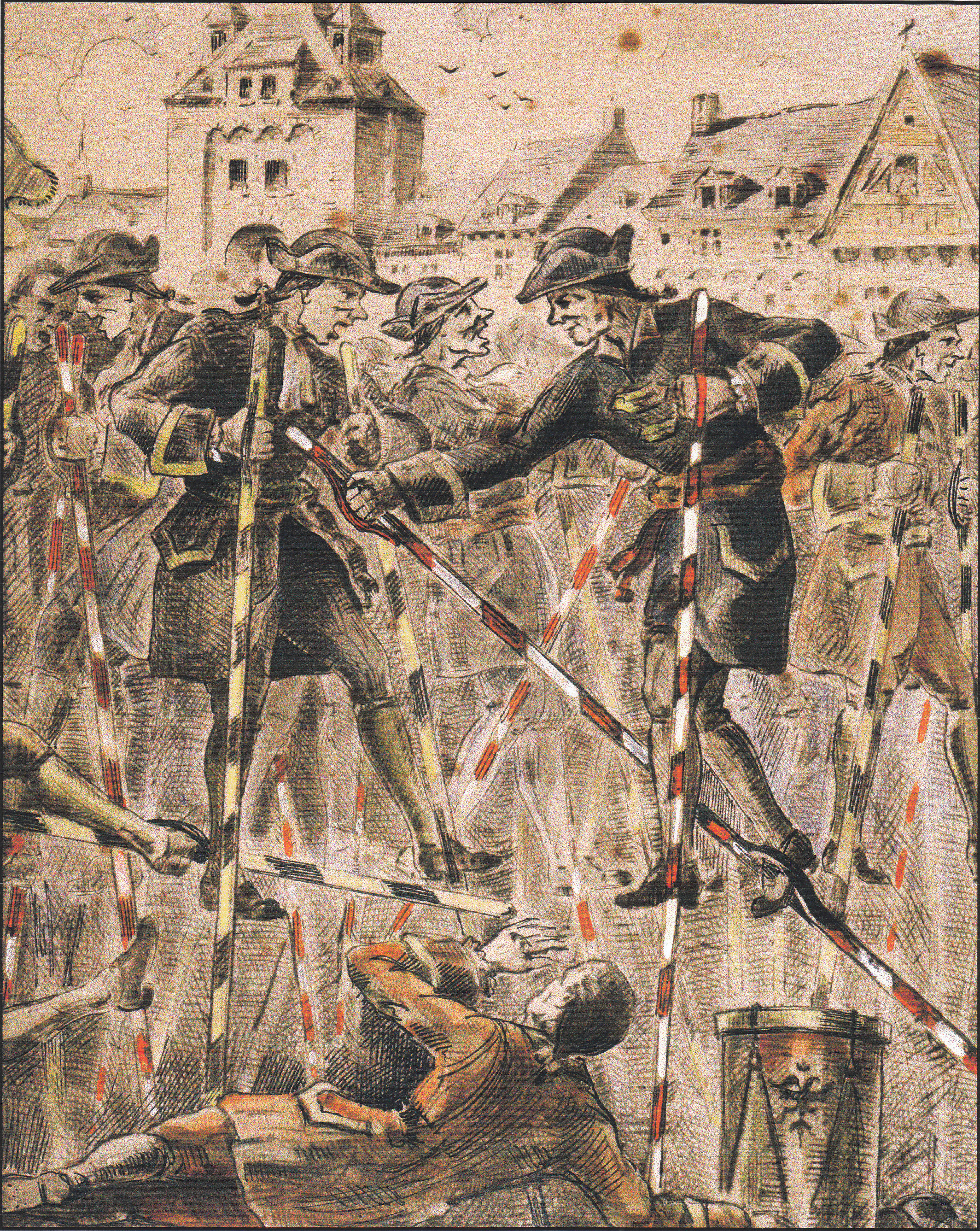
Naamse steltkampers op een prent van Auguste Donnay (1862-1921)

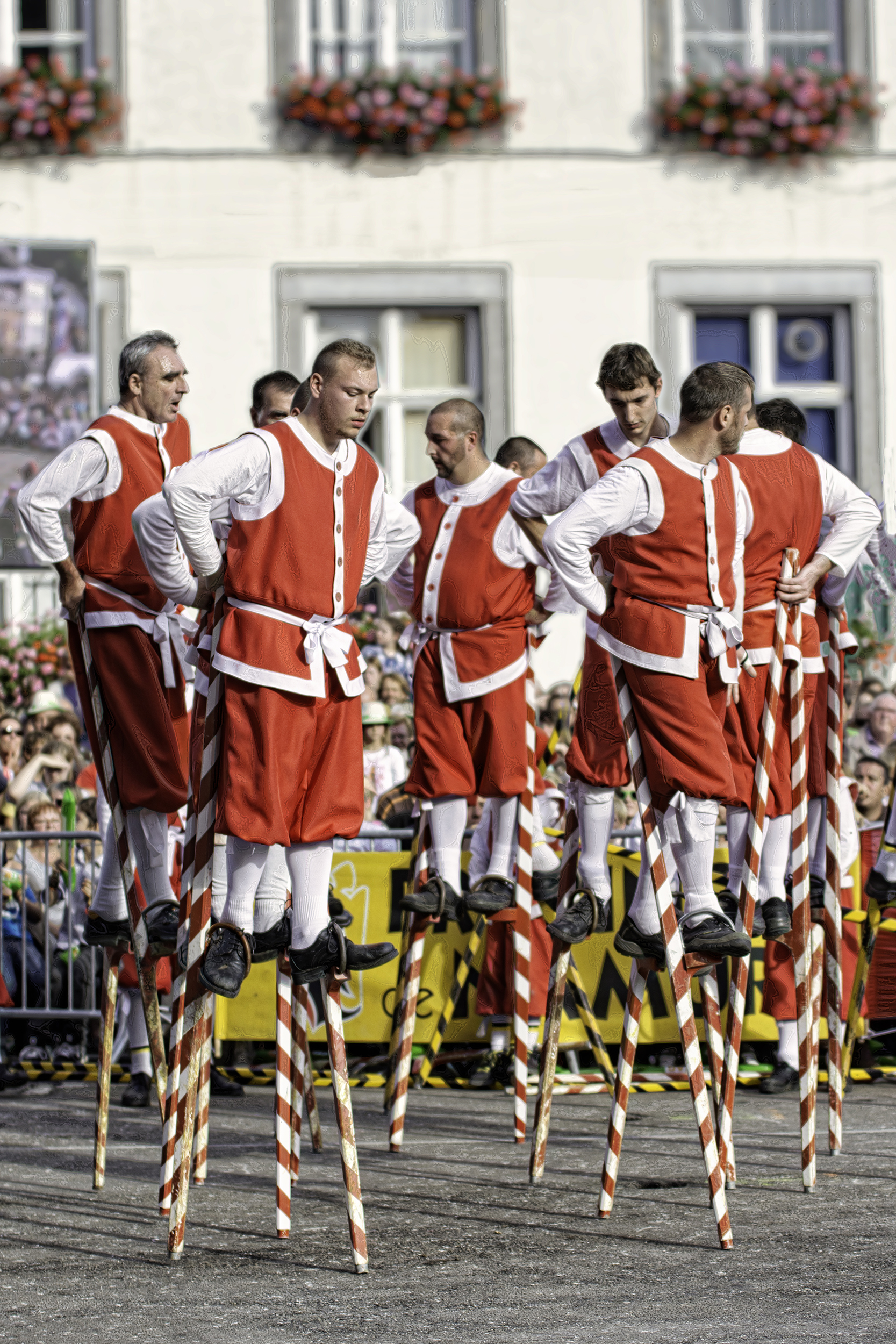
Avresses in 2015

De Naamse steltkampers (Frans: échasseurs namurois) zijn steltlopers in de Belgische stad Namen die het sinds eeuwen tegen elkaar opnemen in een toernooitraditie. De compagnie van de Mélans gebruikt zwart-gele stelten en de Avresses rood-witte, maar beide groepen dragen hetzelfde rood-witte kostuum. In 2004 zijn de steltkampers door de Franse gemeenschap erkend als immaterieel erfgoed en in 2021 door de UNESCO als werelderfgoed.

## Geschiedenis
De steltkampers verschijnen in de bronnen in 1411 ter gelegenheid van een verbod. Graaf Willem II van Namen stelde het vechten op stelten buiten de wet voor al wie de leeftijd van 13 jaar had bereikt, op straf van een boete en confiscatie van stelten. De context is verder onbekend, maar het laat veronderstellen dat het om een bestaande praktijk ging die ferm uit de hand was gelopen. Volgens Félix Rousseau wortelde het Naamse steltlopen in de overstromingen van de Samber, de Maas en de Houyoux, die toen geregeld de straten van de stad onder water zetten.
Het verbod had geen langdurige impact, want in 1438 werd Filips de Goede in Namen onthaald op een grote steltkamp. Voortaan werd dit spektakel een vast onderdeel van blijde inkomsten en andere feestelijke gelegenheden. In de 15e eeuw stonden drie brigades tegenover elkaar: die van Mélans, die van de voorstad Neuveville (later "Avresses" genoemd) en die van Piedeschaux, die snel verdween. De oorsprong van deze namen is een mysterie.
Voor hoge gasten werden speciale steltkampen opgevoerd door een honderdtal elitevechters: onder meer voor keizer Karel V (1515 en 1530), Maria van Hongarije (1535), Ferdinand van Habsburg (1540) en prins Filips (1549). Bij die laatste gelegenheid zag de kroniekschrijver Vicente Álvarez een woest gevecht met struikelpartijen en verschillende gewonden. De aartshertogen Albrecht en Isabella kregen in 1599 zelfs een gevecht aangeboden in Tervuren. De steltlopers waren ambassadeurs van hun stad geworden. In die tijd varieerde de kledij en de kleurschema's nog sterk. Niettemin begon het geel-zwart van de Mélans en het rood-wit van de Avresses zich al af te tekenen. Tijdens de kamp voor prins Filips in 1549 droeg het ene kamp het Bourgondisch kruis (rood op een witte achtergrond) en het andere de geel-zwarte rijksadelaar.
In de 17e eeuw waren de Naamse steltkampers beroemd in de hele Nederlanden. Men reisde soms meerdere dagen om de grote gevechten bij te wonen die op de Place Saint-Remi werden gegeven ter gelegenheid van carnaval. Dit was een massagebeuren met om en bij de tweeduizend deelnemers. De kamp van 1678 werd door de graaf van Wallef beschreven in een heldendicht van dertig bladzijden. Op dit hoogtepunt woonde ook de Franse zonnekoning Lodewijk XIV in 1693 een voorstelling bij. Hij kan er onmogelijk meer van genoten hebben dan tsaar Peter de Grote in juni 1717. Zijn hovelingen verzekerden dat ze hem in geen tien jaar nog zo opgewekt en vrolijk hadden gezien.
Andere personaliteiten die in de 18e eeuw de steltkampers in actie zagen, waren de prins van Oranje (1732), koning Lodewijk XV (1747), de maarschalk van Saksen (1748) en aartshertog Maximiliaan Frans van Oostenrijk (1774). In het midden van de 18e eeuw vormden zich binnen de Mélans en de Avresses verschillende brigades volgens wijk of beroep. Er zijn er een 35 geïdentificeerd. De rivaliteit leidde dikwijls tot ongeregeldheden, waardoor herhaaldelijk kampen werden verboden. Hierdoor liep het aantal steltkampers terug. Het waren dus kleinere troepen die in 1803 optraden voor eerste consul Napoleon Bonaparte en in 1814 voor koning Willem I der Nederlanden.
Maar het incident dat bijna een einde maakte aan een eeuwenoude traditie, vond plaats op 29 september 1849. Koning Leopold I van België was met de hele koninklijke familie in Namen om een tuinbouwtentoonstelling in te huldigen. Het gezelschap stopte vele malen om naar toespraken te luisteren, waardoor de steltlopers alle tijd hadden om hun dorst te lessen. Toen het toernooi kon beginnen op de Place Saint-Aubain, draaide het uit op een klucht. De steltlopers – de een nog dronkener dan de andere – wankelden door elkaar en vielen bij bosjes. De koninklijke kinderen waren erg blij met dit spektakel, het stadsbestuur veel minder. Het schepencollege liet de week erna alle stelten in beslag nemen. Hoewel de traditie in private kring vermoedelijk werd levend gehouden, waren er vanaf dan geen officiële gevechten meer.
In mei 1929 traden de steltlopers weer voor het voetlicht. Ze namen ook deel aan de festiviteiten rond de Mariaprocessies van 1935, 1937 en 1941. In dat oorlogsjaar participeerden ze voorts in een evenement in Hamburg. Daar stond tegenover dat het clandestiene verzetsblad van Namen de titel L'Échasseur (De Steltkamper) droeg. Vanaf 1950 ontwikkelde de groep zich onder impuls van Félix Rousseau. Ze waren sterk aanwezig op de Feesten van het Waalse Gewest en traden steeds meer op in het buitenland. Ze waren te zien in Canada, de Verenigde Staten, Mexico, China en de Seychellen.

## Kampverloop
De steltkampers zijn verdeeld in twee compagnieën, de Mélans en de Avresses. Vroeger kwamen de Mélans van binnen de stadsmuren en de Avresses uit de voorsteden en omgeving, maar aan dit geografische onderscheid wordt niet langer de hand gehouden. De rood-witte klederdracht is voor beide brigades dezelfde. De Mélans hebben zwart-gele stelten en de Avresses rood-witte. De stelten, lokaal vervaardigd uit beukenhout, zijn 202 cm hoog. De steun bevindt zich op 84 cm en heeft een ijzeren beugel voor de voeten.
Tijdens het gevecht proberen de kampers tegenstanders uit de andere groep ten val te brengen. Dat kan op verschillende manieren: schouder- en elleboogstoten, buikporren, steltblokkades, kniebuigingen, enz. Wie valt mag niet meer meedoen. De kamp is voorbij wanneer er nog maar een compagnie op het veld staat. Het kan voorvallen dat deze overwinnaars een "bout-a-tot" ("tot het einde") aanbieden en onder elkaar voortstrijden tot er een individuele winnaar is. Dat gebeurt vooral om een voorname bezoeker te eren, om een bijzonder warm publiek te bedanken, of in de strijd om de gouden stelt.
De strijd om de gouden stelt (échasse d'or) wordt gehouden op de derde zondag van september als onderdeel van de Waalse feesten. Op de Place Saint-Aubain, tussen de kathedraal en het provinciepaleis, vechten eerst de compagnieën en houden de overblijvers vervolgens een bout-a-tot. De eindwinnaar maakt enkele sprongetjes en draagt zijn titel voor een jaar.

## Voetnoten
1. ↑  Relation du beau voyage que fit aux Pays-Bas, en 1548, le prince Philippe d'Espagne, notre seigneur..., ed. Marie-Thérèse Dovillée, 1964, p. 74